# Juanita y los Feos
Juanita y los Feos es una banda de punk nueva ola formada a finales de 2004 en Madrid por músicos de la escena independiente. Su actual formación está compuesta por Juanita a la voz, Adolfo Párraga a la batería, Ángel al bajo, Héctor al órgano y Fa a la guitarra.

## Discografía
- 2014: Nueva Numancia (La Vida es Un Mus, Beat Generation)

- 2011: Pesadilla Adulta (Munster Records)

- 2008: Juanita y los Feos (Dead Beat Records, Beat Generation, Big Black Hole, Gramaciones Grabofónicas)

- 2006: Robot Gigante Avanzando (Gramaciones Grabofónicas)

### Sencillos
- 2009: Angelines (Hey Girl Records)
- 2011: Despacho Oval (Discos Humeantes)

### Vídeos musicales
- "No tengo Ritmo" Dirigido por Fa Feo y Montado por Félix Arroyo.

- "Angelines" Dirigido por David Iñurrieta
- "Traga, Mastica, Vomita" Dirigido por David Iñurrieta
- "El final" Dirigido por David Iñurrieta